# Ekodiesel Tour
Ekodiesel Tour – trasa koncertowa polskiej hip-hopowej supergrupy Taconafide, złożonej z raperów: Taco Hemingwaya i Quebonafide. Odbyła się od 19 do 28 kwietnia 2018 roku w ramach promocji albumów duetu: Soma 0,5 mg i 0,25 mg. Objęła siedem koncertów w największych obiektach w Polsce.

## Geneza
Współpraca muzyczna Hemingwaya i Quebonafide była utrzymywana w tajemnicy do marca, kiedy raperzy w odstępie jednego dnia opublikowali tę samą planszę do gry Go w serwisie Instagram. Premiera pierwszego singla Taconafide, „Art-B”, odbyła się 16 marca. Tego samego dnia zostały ogłoszone daty i miasta, w których odbędzie się siedem koncertów duetu. W kolejnych dniach zostały podane lokalizacje występów. Trasa objęła czołówkę największych hal sportowo-widowiskowych w Polsce, takich jak Tauron Arena Kraków, Atlas Arena w Łodzi czy Ergo Arena w Gdańsku. Równocześnie raperzy zapowiedzieli uwzględnienie w repertuarze zarówno utworów ze wspólnego albumu Soma 0,5 mg, jak i solowego materiału. Zapowiedzieli ponadto, że trasa będzie jedyną okazją do zobaczenia ich w duecie na scenie.

## Odbiór

### Krytyczny

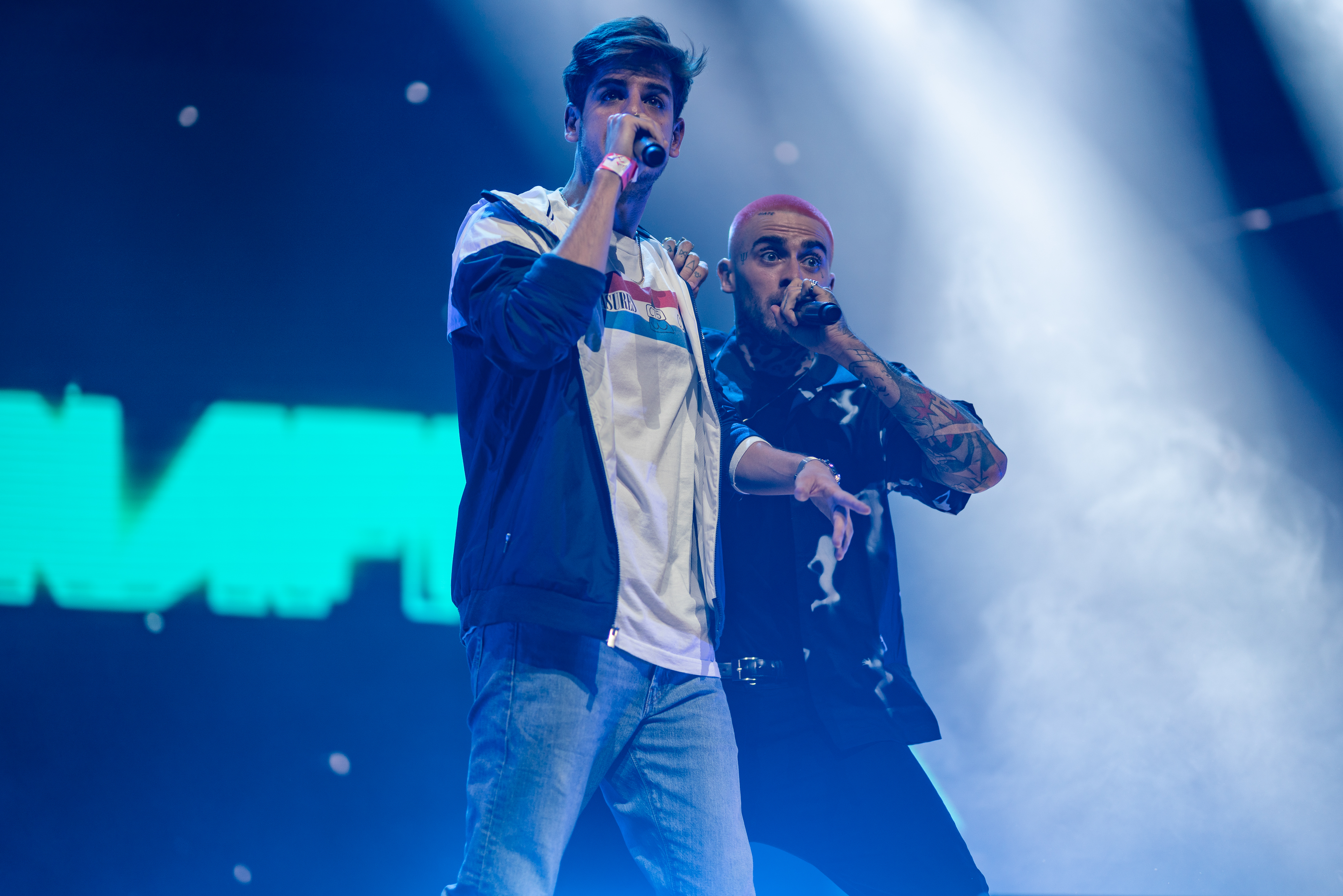
Taconafide podczas koncertu w Warszawie

Marcel Wandas z portalu Onet.pl napisał w recenzji koncertu w Krakowie: „Występ raperów okazał się dobrze zaplanowanym show, jednocześnie jednak złapali oni świetny kontakt ze swoją publicznością”. Dodał ponadto: „Brawa należą się też osobom odpowiedzialnym za oprawę wizualną – tu wszystko grało w najdrobniejszych szczegółach, a utrzymane w stylu retro wizualizacje były jednym z najmocniejszych punktów całego występu”. Diana Łęchota z serwisu Kulturane Media napisała o występie w Krakowie: „Koncert z pewnością wart był zachodu – wielkie oczekiwanie na ich występ nie było bez przyczyny. Bohaterowie wieczoru dali z siebie wszystko, stworzyli niepowtarzalne i niezwykłe show”. Dodała, że „pochwalić należy także oprawę wizualną – świetnie zgrała się z muzyką i oddawała klimat danych przebojów”. Daniel Warakomski z portalu Hip Hop News pochwalił po koncercie w Krakowie szczególnie energię Quebonafide i zwrócił się do raperów: „Ukazaliście mi obraz artystów którzy przygotowali naprawdę dobre, profesjonalne widowisko, bardzo dobrą, rodzinną wręcz atmosferę z fanami”. Zwrócił jednak uwagę na słabszą kondycję Hemingwaya i wolniejsze utwory, które „dość znacząco zwolniły całość żywiołowego i genialnego show”.
Redaktor Radia Eska ocenił koncert w Warszawie: „Energia, niespodziewane momenty, sceniczne szaleństwo Quebonafide, spokój Taco Hemingwaya i ogólnie znakomity klimat – to wszystko sprawia, że o tym koncercie nikt nie zapomni. Mocną stroną była również oprawa: gra świateł oraz wielkie telebimy, na których wyświetlane były różne wizualizacje (...). Summa summarum to jeden z najlepszych polskich koncertów ostatnich lat”. Piotr Sadowski z portalu All About Music w relacji z występu w Katowicach również pochwalił „wspaniałą oprawę graficzną”, zwrócił jednak uwagę na zbyt cichy mikrofon Hemingwaya. Przemysław Gulda z „Gazety Wyborczej” wystawił mieszaną recenzję występowi w Gdańsku. Dziennikarz pochwalił produkcję koncertu i fakt, iż raperzy „zsynchronizowali zupełnie inną energię i ekspresję, którą prezentują na swoich samodzielnie koncertach”, skrytykował jednak kicz i patos w efektach pirotechnicznych i momenty śpiewu. Jarosław Kowal z portalu Trojmiasto.pl nazwał występ w Gdańsku „świetnie zaplanowanym spektaklem, którego dwaj aktorzy robili wszystko, by wynagrodzić fanom ogromne zaufanie, jakim zostali obdarzeni” i zwrócił uwagę na „znakomitą więź ze słuchaczami”. Damian Gózek z portalu TuŁódź.com napisał w recenzji koncertu w Łodzi, że raperzy „zapewnili fanom widowisko godne najlepszych wykonawców zza oceanu, nie popadając jednocześnie w tzw. kompleks Ameryki”, zaś wizualizacje na ekranie i buchające ze sceny płomienie „zapewniły wspaniałe widowisko o niesamowitym klimacie”.

### Komercyjny

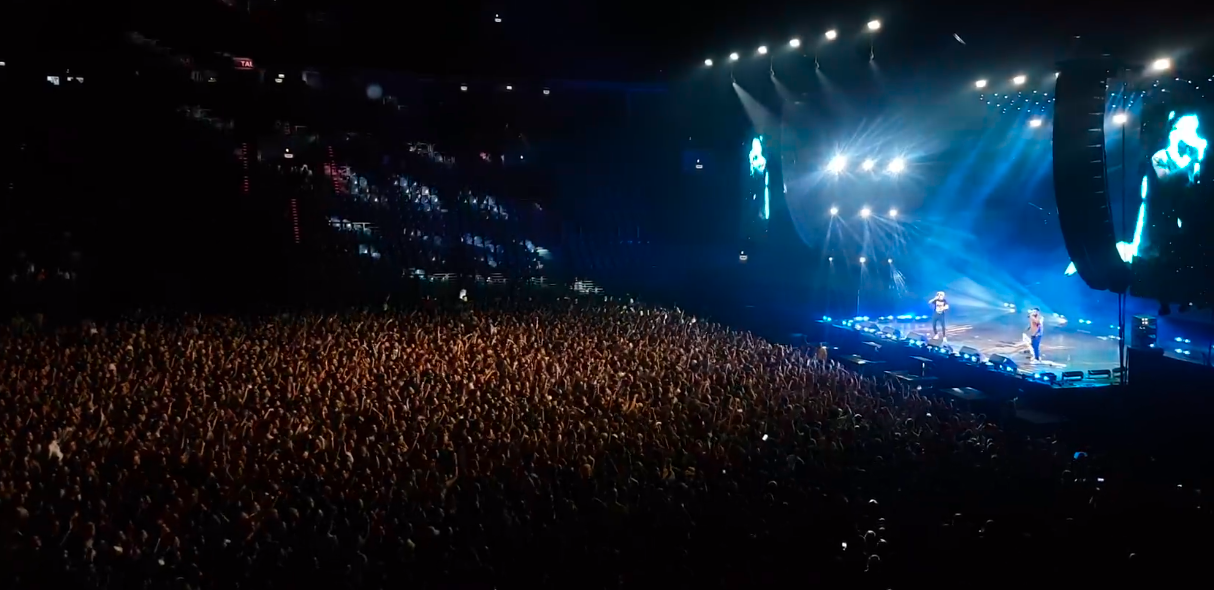
Zdjęcie z koncertu w Krakowie

31 marca 2018 roku, czyli dwa tygodnie po rozpoczęciu sprzedaży, został wyprzedany koncert w warszawskiej Hali Torwar. Tego samego dnia Maciek Kancerek z CGM-u doniósł, że na pozostałe występy pozostały już tylko bilety w najdroższych miejscach. 13 kwietnia, czyli po około czterech tygodniach, wyprzedany został również koncert w poznańskiej Hali Arena. Redaktor portalu CGM napisał: „Nigdy wcześniej w polskim rapie nie było wydarzenia na taką skalę”. Zdaniem dziennikarza portalu Newonce, trasa odniosła największy sukces komercyjny w historii polskiego rapu.

Ktoś może powiedzieć, że kolega Fifi ma już na swoim koncie wyprzedanie Torwaru solo, ale nie w tak błyskawicznym czasie. Mówimy tu o dwóch tygodniach – przecież 90% raperów w tym kraju miałoby problem z sold-outem w klubie na 300 osób, a co dopiero w tak ogromnej hali sportowej.

Akademia Fonograficzna nominowała trasę w kategorii wydarzenie roku w plebiscycie publiczności, przeprowadzonym w ramach Fryderyków 2019. Nagrodę zdobył Pol’and’Rock Festival.

## Lista koncertów
Źródło:
| Data             | Miejscowość | Obiekt                            |
| ---------------- | ----------- | --------------------------------- |
| 19 kwietnia 2018 | Kraków      | Tauron Arena Kraków               |
| 21 kwietnia 2018 | Warszawa    | Hala Torwar                       |
| 22 kwietnia 2018 | Katowice    | Międzynarodowe Centrum Kongresowe |
| 24 kwietnia 2018 | Poznań      | Arena Poznań                      |
| 26 kwietnia 2018 | Gdańsk      | Ergo Arena                        |
| 27 kwietnia 2018 | Łódź        | Atlas Arena                       |
| 28 kwietnia 2018 | Wrocław     | Hala Stulecia                     |